# 玲衣
玲衣（れい）は、日本の漫画家・イラストレーター。旧名義時はモーニングスターに所属しており、2001年にイラストレーターとしてデビュー。2003年よりフリーとしてカードゲームイラストや挿絵業をしていたが、2005年よりメディアワークスから創刊された『電撃「マ）王』にてバンダイナムコゲームスのゲーム『テイルズ オブ ジ アビス』を創刊号から連載開始。自身初の漫画連載である。

## 作品リスト

### 漫画
- テイルズ オブ ジ アビス（『電撃「マ）王』2005年11月号〈創刊号〉 - 2011年1月号、全8巻）原作：株式会社ナムコ→バンダイナムコゲームス（2006年4月の合併に合わせて表記変更）
- 閃紅のクレドネイラ（『電撃「マ）王』6周年記念号 - 2012年11月号、全2巻）
- パラノ☆マ!?（『月刊ドラゴンエイジ』2009年11月号 - 2011年6月号、全1巻、連載時のタイトルは「めいでい☆どりーみん！」）
- アルゲートオンライン（『アルファポリス-電網浮遊都市-』2017年7月4日 - 2023年6月13日、全7巻）原作：桐野紡
- メオトデサファリ（『カドコミ』2024年9月25日 - 、既刊1巻）作：賀東招二

### イラスト
表紙
- 闘う女。そんな私のこんな生きかた（徳間文庫刊）
- TALES OF THE ABYSS CHARACTER EPISODE FILE[最後の真実] - （電撃「マ）王2006年6月号付録）※単行本発売直前企画
- テイルズ オブ ジ アビス アンソロジーコミックス 第1・2巻（メディアワークス刊）
- テイルズ オブ ジ アビス コミックアンソロジーEX 第1巻（スクウェア・エニックス刊）

挿絵
- 最終エージェント☆チカル （MF文庫J刊）
- ドラゴンクルス（角川スニーカー文庫刊）
- 殿様気分でHAPPY!（電撃文庫刊）
- A君(17)の戦争 新装版（富士見ファンタジア文庫刊）
- ＩＣＥ　かくて愛は凍りついた（富士見ファンタジア文庫刊）
- コードギアス 反逆のルルーシュ 朱の軌跡（角川スニーカー文庫刊）
- コードギアス 反逆のルルーシュ R2 ナイトオブラウンズ（角川スニーカー文庫刊）
- 巨大迷宮と学園攻略科の魔術師（電撃文庫刊）

### ゲーム
- Alteil 神々の世界『ラヴァート』年代記（オンラインカードゲーム、デックスエンタテインメント開発）カードイラスト・複製原画
- スペクトラル・ジーン（PS2用ソフト、アイディアファクトリー開発）キャラクターイラスト（ゲスト参加）
- ブライドシャドウ（PC用 MMO RPG、ガマニア開発）プロモーション用メインビジュアル